# Gongsun Du
Gongsun Du (chinois : 公孙度 ; pinyin : gōngsūn dù, ? - 204), général des Han. Ancien inspecteur de la province de Ji et surnommé « Gongsun Du le Guerrier », il fut nommé Grand Administrateur du comté de Liaodong (zh) (辽东郡) dans la province de You (zh) (幽州) par Dong Zhuo en l’an 190. Dès qu’il accéda à son poste, il dirigea de façon ferme et mena des attaques sur le peuple de Koguryŏ (chinois : 高句丽 ; pinyin : gāogōulí) à l’est et sur celui des Wuhuan à l’ouest.
Voyant la fin de la dynastie Han arrivée, il fut à la tête d’un régime séparatiste et planifia la création de son royaume en divisant le Liaodong en deux districts distincts, soit ceux de Liaoxi et de Zhongliao. Il fit d’importantes conquêtes territoriales chez les Gaogouli et agrandit les frontières de la Chine par le nord-est. De plus, il créa la province de Ping et se nomma lui-même Marquis de Liaodong, de même que gouverneur de la province de Ping. Dans une gouvernance semi-indépendante, Gongsun Du resta néanmoins assujettis au gouvernement central des Han et mourut en l’an 204, laissant ses ambitions à son fils Gongsun Kang.